# كينت روجرز
كينت روجرز (بالإنجليزية: Kent Rogers)‏ هو ممثل أمريكي، ولد في 31 يوليو 1923 في الولايات المتحدة، وتوفي بنفس المكان في 9 يوليو 1944.

## وصلات خارجية
- كينت روجرز على موقع IMDb (الإنجليزية)
- كينت روجرز على موقع ألو سيني (الفرنسية)
- كينت روجرز على موقع ميوزك برينز (الإنجليزية)
- كينت روجرز على موقع قاعدة بيانات الفيلم (الإنجليزية)